# Урочище «Берещина»
Уро́чище «Бере́щина» — заповідне урочище (лісове) в Україні. Розташоване в межах Дубенського району Рівненської області, на території, підпорядкованій Млинівському лісгоспу. 
Площа 2,7 га. Статус надано згідно з рішенням облвиконкому від 18.06.1991 року № 98 (зміни згідно з рішенням облради від 18.12.2009 року № 1438). Перебуває у віданні ДП «Млинівський лісгосп» (Вовковиївське л-во, кв. 45, вид. 8, 9). 
Статус надано для збереження ділянки лісу з високопродуктивними буковими насадженнями. 